# كياشار
كياشار (وتعرف أيضا باسم «ثانغناكستي» و«قمة 43») هي قمة جبل بارتفاع 6,769 م في منطقة كمبيو في النيبال، إلى الشرق من نامتشي بازار في ما يعرف بهينكو هيمال ضمن منتزه ماكالو-بارون الوطني. يحيط بكياشار عدد من قمم الهملايا الرئيسية مثل قمة كانغتيغا (6,783 م) إلى الشمال يربطها ثلم بكياشار، وكوسوم كانغورو (6,367 م) إلى الجنوب الغربي، وقمة ميرا (6,476 م) إلى الجنوب الشرقي. يمتد على الجناح الغربي من القمة نهر كياشار الجليدي.
كانت القمة تعرف باسم «قمة 43» حتى عام 1983، عندما قامت السلطات النيبالية بحملة لتسمية الجبال والمناطق الجغرافية الأخرى في البلاد لإزالة عدد كبير من الأسماء الغربية من الخريطة. منذ ذلك الحين أصبح الجبل باسمه الحالي (كياشار). كما أن له اسم آخر هو «ثانغناكستي». ويبدو أن السكان المحليين للمنطقة يستخدمون اسم آخر للإشارة للجبل هو «تشاربتي»، وتعني «مربع» بلغتهم، وهو وصف دقيق لشكله.

## تسلق الجبل
أول تسلق للقمة كان في 18 أكتوبر 2003 من قبل بروس نورماند وأندرياس فرانك وسام برودريك. وصل الثلاثة القمة عن طريق الثلم الغربي الحائط الغربي للجبل. وفي 11 نوفمبر 2012 نجح ثلاثة يابانيون، هم ياسوهيرو هاناتاني وهيرويوشي مانومي وتاتسويا آوكي، في اعتلاء القمة عبر القائمة الجنوبية (South Pillar) عبر ما يعرف بمسار نيما (NIMA) متسلقين تسلق فرديا (تسلق ألبني). وقد حازوا على إنجازهم هذا جائزة «الفأس الجليدي الذهبي» (Piolet d'Or).